# Wabe-Schunter
Wabe-Schunter ist ein ehemaliger Stadtbezirk Braunschweigs, der einige nordöstlich gelegene Stadtteile umfasst. Der Name leitet sich aus den beiden Gewässern Wabe und Schunter ab.
Seit 1. November 2011 bildet er zusammen mit dem ehemaligen Stadtbezirk Bienrode-Waggum-Bevenrode den neuen Stadtbezirk 112 Wabe-Schunter-Beberbach.

## Geografie

### Ortschaften
Im Stadtbezirk Wabe-Schunter liegen folgende Ortschaften:
- Gliesmarode
- Querum
- Riddagshausen